# Aino Malkamäki

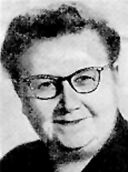
Aino Malkamäki.

Aino Elin Malkamäki, född 1 april 1895 i Itis, död 17 oktober 1961 i Åbo, var en finländsk politiker. 
Malkamäki var verksam som folkskollärare 1918–1958. Efter att ha anslutit sig till socialdemokraterna hösten 1918 var hon representant för detta parti i Finlands riksdag 1922–1929 samt 1933–1957. Efter henne uppkallades "Lex Malkamäki", den lag varigenom kommunala mellanskolor inrättades 1946. Under den partisplittringen under 1950-talet anslöt hon sig till de oppositionella och var mot partiets vilja socialminister i V.J. Sukselainens regering 1957. Hon anslöt sig 1959 till det nybildade Arbetarnas och småbrukarnas socialdemokratiska förbund (ASSF) och satt åter i riksdagen 1960–1961.